# Globo de Cristal
El Globo de Cristal es un premio entregado en Festival Internacional de Cine de Karlovy Vary. El premio lo concede un jurado internacional compuesto por profesionales del mundo del cine.

## Películas premiadas
| Año  | Película                                 | Título original                                | Director                      | País de origen                            |
| ---- | ---------------------------------------- | ---------------------------------------------- | ----------------------------- | ----------------------------------------- |
| 2014 | Corn Island                              | Simindis kundzuli                              | Giorgi Ovashvili              | Georgia                                   |
| 2013 | El gran cuaderno                         | A nagy füzet                                   | János Szász                   | Hungría                                   |
| 2012 | The Almost Man                           | Mer eller mindre mann                          | Martin Lund                   | Noruega                                   |
| 2011 | Restauración                             | Boker tov adon fidelman                        | Yossi Madmoni                 | Israel                                    |
| 2010 | La mosquitera                            | La mosquitera                                  | Agustí Vila                   | España                                    |
| 2009 | Un ángel en el mar                       | Un ange à la mer                               | Frédéric Dumont               | Bélgica                                   |
| 2008 | Terribly Happy                           | Frygtelig lykkelig                             | Henrik Ruben Genz             | Dinamarca                                 |
| 2007 | Jar City                                 | Mýrin                                          | Baltasar Kormákur             | Islandia                                  |
| 2006 | Sherrybaby                               |                                                | Laurie Collyer                | Estados Unidos                            |
| 2005 | Mi Nikifor                               | Mój Nikifor                                    | Krzysztof Krauze              | Polonia                                   |
| 2004 | Certi bambini                            | Certi bambini                                  | Andrea Frazzi Antonio Frazzi  | Italia                                    |
| 2003 | La Finestra di fronte                    | La Finestra di fronte                          | Ferzan Özpetek                | Italia · Reino Unido · Turquía · Portugal |
| 2002 | El año del diablo                        | Rok ďábla                                      | Petr Zelenka                  | República Checa                           |
| 2001 | Amélie                                   | Le fabuleux destin d'Amélie Poulain            | Jean-Pierre Jeunet            | Francia                                   |
| 2000 | Yo, tú, ellos                            | Eu Tu Eles                                     | Andrucha Waddington           | Brasil                                    |
| 1999 | Yana's Friends                           | Hachaverim shel Yana                           | Arik Kaplun                   | Israel                                    |
| 1998 | Streetheart                              | Le coeur au poing                              | Charles Binamé                | Canadá                                    |
| 1997 | Mi vida en rosa                          | Ma vie en rose                                 | Alain Berliner                | Bélgica · Francia · Reino Unido           |
| 1996 | El prisionero de las montañas            | Kavkazskiy plennik                             | Sergei Bodrov                 | Rusia · Kazajistán                        |
| 1995 | La vuelta                                | Jízda                                          | Jan Svěrák                    | República Checa                           |
| 1994 | Mi hermano del alma                      | Mi hermano del alma                            | Mariano Barroso               | España                                    |
| 1992 | Krapatchouk                              |                                                | Enrique Gabriel               | España · Bélgica · Francia                |
| 1990 | no celebrado                             |                                                |                               |                                           |
| 1988 | Hibiscus Town                            | Fu rong zhen                                   | Xie Jin                       | China                                     |
| 1986 | A Street to Die                          |                                                | Bill Bennett                  | Australia                                 |
| 1984 | Lev Tolstoy                              |                                                | Sergei Gerasimov              | Unión Soviética Checoslovaquia            |
| 1982 | Mexico in Flames                         | Krasnye kolokola, film pervyy - Meksika v ogne | Sergei Bondarchuk             | México · Unión Soviética · Italia         |
| 1980 | La prometida                             | Die Verlobte                                   | Günter Reisch Günther Rücker  | Alemania Oriental                         |
| 1978 | Shadows of a Hot Summer                  | Stíny horkého léta                             | František Vláčil              | Checoslovaquia                            |
| 1978 | Bim, el perro blanco con una oreja negra | Belyy Bim - Chyornoe ukho                      | Stanislav Rostotsky           | Unión Soviética                           |
| 1976 | La cantata de Chile                      |                                                | Humberto Solás                | Cuba                                      |
| 1974 | Romance de enamorados                    | Romans o vlyublyonnykh                         | Andrei Konchalovsky           | Unión Soviética                           |
| 1972 | La domesticación del fuego               | Ukroshcheniye ognya                            | Daniil Khrabrovitsky          | Unión Soviética                           |
| 1970 | Kes                                      |                                                | Ken Loach                     | Reino Unido                               |
| 1968 | Un verano caprichoso                     | Rozmarné léto                                  | Jiří Menzel                   | Checoslovaquia                            |
| 1966 | no celebrado                             |                                                |                               |                                           |
| 1964 | Acusado                                  | Obžalovaný                                     | Ján Kadár Elmar Klos          | Checoslovaquia                            |
| 1962 | Nueve días en un año                     | 9 dney odnogo goda                             | Mijaíl Romm                   | Unión Soviética                           |
| 1960 | Seryozha                                 |                                                | Georgi Daneliya Igor Talankin | Unión Soviética                           |
| 1958 | El Don apacible                          | Tikhiy Don                                     | Sergei Gerasimov              | Unión Soviética                           |
| 1958 | Step Brothers                            | Ibo kyoudai                                    | Miyoji Ieki                   | Japón                                     |
| 1957 | Jagte Raho                               |                                                | Sombhu Mitra Amit Mitra       | India                                     |
| 1956 | Si todos los chicos del mundo            | Si tous les gars du monde                      | Christian-Jaque               | Francia                                   |
| 1954 | Salt of the Earth                        |                                                | Herbert J. Biberman           | Estados Unidos                            |
| 1954 | Tres hombres sobre una balsa             | Vernye druz'ya                                 | Mijaíl Kalatózov              | Unión Soviética                           |
| 1952 | El inolvidable año 1919                  | Nezabyvaemyy god 1919                          | Mikheil Chiaureli             | Unión Soviética                           |
| 1951 | Sueño de un cosaco                       | Kavalier zolotoj zvezdy                        | Yuli Raizman                  | Unión Soviética                           |
| 1950 | La caída de Berlín                       | Padeniye Berlina                               | Mikheil Chiaureli             | Unión Soviética                           |
| 1949 | La batalla de Stalingrado I              | Stalingradskaya bitva I                        | Vladimir Petrov               | Unión Soviética                           |
| 1948 | La última etapa                          | Ostatni etap                                   | Wanda Jakubowska              | Polonia                                   |
| 1947 | no hubo premios oficiales                |                                                |                               |                                           |